# Aboubakry Kane
Pour les articles homonymes, voir Kane.
 (mars 2015).
Si vous disposez d'ouvrages ou d'articles de référence ou si vous connaissez des sites web de qualité traitant du thème abordé ici, merci de compléter l'article en donnant les références utiles à sa vérifiabilité et en les liant à la section « Notes et références ».
Aboubakry Kane, né à Saldé le 3 juillet 1925, mort le 3 janvier 2014, est un homme politique sénégalais, qui occupa notamment des fonctions parlementaires.

## Naissance et études
Issu d’une famille aristocratique peul de la tribu des Yirlabehebiyabe, Aboubakry Kane est le dernier fils de Bineta Racine Kane, femme qui a inspiré le personnage de « la Grande Royale » du livre L'Aventure ambiguë de Cheikh Hamidou Kane qui est son neveu. 
Aboubakry Kane est né à Saldé dans le département de Podor, où son père officiait comme chef de canton dans l’administration coloniale de l’époque. Il fréquente d’abord l’école coranique avant d’entrer à l’école française à l’école rurale de Saldé en 1936, la plus ancienne école du Fouta-Toro, puis à l’école de Podor en 1939 et ensuite à l’école Blanchot de Saint Louis en 1942. Il réussit en 1946 au concours d’entrée à l’école normale de Katibougou au Mali d’où il sortit avec le diplôme d’instituteur en 1948.

## Carrière administrative et politique
Aboubakry Kane débute en 1948 sa carrière administrative comme instituteur adjoint à Bakel dans le sud du Sénégal. À sa demande il est muté à Saldé son village de naissance où il occupa successivement la fonction de directeur adjoint (1953 à 1955) puis de directeur (1955 à 1957) de l’école de Saldé. Durant la même période, il milite au sein de l’UGOAV (Union générale des originaires de la vallée du fleuve). Il obtient son CAP (Certificat d’aptitude pédagogique) en 1957 et entame la même année sa carrière d’élu politique en tant que conseiller territorial du Sénégal. Il est élu député en 1959 juste avant l’accès à l’indépendance du Sénégal (1960).
Ses positions politiques, notamment son parti pris pour Mamadou Dia dans le contexte de tension politique et de conflit durant la période post indépendance entre ce dernier et le président Senghor, lui valent une mise en résidence surveillée de 1963 à 1964 (à Saraya puis à Carabane) et une série d’affectations arbitraires, successivement à Saint-Louis, Diourbel, Louga, puis à Diogane où il refusa de se rendre, ce qui lui valut une radiation des cadres de la fonction publique en 1965. Il est ensuite mis à la disposition de l’inspection de l’enseignement de Kaolack en 1966 puis revient à Dakar en 1967 où il devient le directeur de l’école Ouagou Niayes Lion’s. Il est finalement arrêté le 23 mars 1967 à Thiès pour motif de complot contre la sécurité nationale puis incarcéré pour cinq ans au camp pénal de Hann.
Il sort de prison en 1972, gracié par le président Senghor qui entretemps a assis son pouvoir, et est affecté en 1973 à la Commission nationale pour l’UNESCO. En 1974 il rejoint l’inspection de l’enseignement à Diourbel, puis devient de nouveau député en 1978, poste qu’il occupera jusqu’en 1988 pour le compte du Parti socialiste sénégalais.
Il est nommé président du conseil d'administration de la banque Sénégalo-tunisienne de 1988 à 1994, et continue à avoir des responsabilités politiques au sein du Parti socialiste (président du conseil consultatif des Sages et membre du bureau politique) jusqu’à sa mort le 3 janvier 2014.

## Ouvrages et discours
En 2013 sort Le Dernier Fils de la Grande Royale aux éditions l’Harmattan, mémoires sur la vie et le parcours d’Aboubakry Kane, écrits par son neveu et écrivain Hamidou Dia et par Youssoupha Mbarguane Guissé.

## Documentaires et hommages
En 2013, la famille Alpha Ciré Kane, du nom de l’ancêtre fondateur (1798-1862), décide de lui rendre hommage en réalisant un film documentaire, intitulé Le Noble Patriarche, sur sa vie et sa carrière. De nombreux témoignages, dont celui de l’ancien président Abdou Diouf, ont été recueillis et mis en scène dans le film qui a été projeté le 7 juillet 2013, dans l’amphithéâtre de  l’hôtel King Fahd Palace (ex-Méridien Président) en présence d’une foule nombreuse venue de toutes les régions du Sénégal, de Mauritanie et d’ailleurs. Ce documentaire a été diffusé dans plusieurs chaines de télévision, radios et sites Web.
En 2015, Aboubakry Kane a été choisi par les habitants et ressortissants du village de Saldé pour être le parrain de l’école où il fut directeur, à l’occasion de la commémoration des 120 ans de cette dernière.
- Ordre du Mérite (2008)
- Ordre national du Lion du Sénégal (2009)